# ميلان ميليندو
ميلان ميليندو مواليد 29 فبراير 1988 في كاجايان دو آورو، الفلبين، هو ملاكم محترف يصنف ضمن فئة وزن الذبابة.

## المسيرة الاحترافية
من نزالاته:
- انتصر على محمد راكمان (14-03-2009).

## إحصائيات
خاض خلال مسيرته 35 نزالا، فاز في 33 ولم يتعادل وخسر في 2. فاز بالضربة القاضية في 12 نزالا.

## روابط خارجية
- ميلان ميليندو على موقع بوكس ريك (الإنجليزية) (registration required)